# Borja García-Nieto
Borja García-Nieto (Barcelona, 1959) es un abogado español, en la actualidad presidente del grupo financiero Riva y García, dedicado a la prestación de servicios de agencia inmobiliaria, administración de patrimonios, comunidades de propietarios y consultoría, entre otros

## Carrera
Borja García Nieto se licenció en Derecho en la Universidad de Barcelona y obtuvo el máster en Economía y Dirección de Empresas en el I.E.S.E.(Universidad de Navarra).
Su carrera profesional se ha desarrollado en el área financiera y ha asumido la dirección de diversos equipos de Corporate especializados en el diseño de operaciones financieras. Previamente a la fundación de Riva y García fue consejero y director general en Madrid del Departamento Internacional de Agentes de Bolsa, participado por entonces por el Crédit Agricole de France.
Desde el año 2000 es el socio responsable de Private Equity de Riva y García, gestionando 17 compañías en distintas fases de desarrollo.
Presente en los órganos de gestión y administración de diferentes empresas privadas, ha sido consejero de Antena 3 Televisión, Sogecable, Aviaco y Fecsa-Enher entre otros y en la actualidad es consejero de Nacional de Reaseguros, Filmax y diversas compañías del portafolio de Riva y García Private Equity.
Participa activamente en diversas instituciones civiles y fue Presidente del Círculo Ecuestre, Presidente del Consejo Asesor de la Universidad Abat Oliba de Barcelona y miembro del Patronato de la Fundación Palau 2000 – Palau de la Música Catalana.